# Giambattista Ripa Buschetti di Giaglione
Giovanni Battista Ripa Buschetti, marchese di Giaglione (Torino, 7 gennaio 1672 – Torino, 29 aprile 1737) è stato un nobile italiano, sindaco di Torino nel 1724.

## Biografia
Figlio di Flaminio (1630-1705), senatore e consigliere di Stato, fu sindaco di Torino nel 1724, comandante della Cittadella di Torino e vicario.
Il figlio Vespasiano fu sindaco di Torino nel 1734, priore dell'arciconfraternita dei santi Maurizio e Lazzaro, riformatore dell'Università di Torino, vicario e sovrintendente di politica e polizia.